# Al-Ghazzawija
Al-Ghazzawija (arab. ‏الغزاوية‎) – nieistniejąca już arabska wieś, która była położona w Dystrykcie Bajsanu w Mandacie Palestyny. Została wyludniona i zniszczona podczas I wojny izraelsko-arabskiej, po ataku sił żydowskiej Hagany w dniu 20 maja 1948 roku.

## Położenie
Al-Ghazzawija leżała we wschodniej części Doliny Bet Sze’an. Wieś była położona w depresji rzeki Jordan na wysokości 250 metrów p.p.m., w odległości 2 km na wschód od miasta Bet Sze’an. Według danych z 1945 roku do wsi należały ziemie o powierzchni 1840,8 ha. We wsi mieszkało wówczas 1640 osób (w tym 620 Żydów).
| Własność gruntów | Powierzchnia gruntów (hektary) |
| ---------------- | ------------------------------ |
| Arabowie         | 532,3                          |
| Żydzi            | 762,5                          |
| publiczne        | 546                            |
| Razem            | 1840,8                         |

| Rodzaj użytkowanych gruntów | Arabowie (ha) | Żydzi (ha) |
| --------------------------- | ------------- | ---------- |
| uprawy nawadniane           | 3,4           | 74,4       |
| uprawy zbóż                 | 674,6         | 677,1      |
| plantacje cytrusów          | 1,3           | –          |
| zabudowania                 | –             | 10         |
| nieużytki                   | 399           | 1          |

## Historia
Liczne stanowiska archeologiczne w okolicy świadczą o długiej historii osadnictwa w tym miejscu. Po stronie północnej jest stanowisko archeologiczne Tell al-Barta, na zachodzie Tell al-Hasn i na południowym zachodzie Tell al-Maliha. Odkrycia archeologiczne potwierdzają fakt, że w miejscu tym istniała starożytna osada, której historia rozpoczęła się około XXX wieku p.n.e. i trwała nieprzerwanie do VIII wieku. W następnych wiekach była to arabska wieś, zamieszkana przez członków beduińskiego klanu al-Ghazzawija. W okresie panowania Brytyjczyków al-Ghazzawija była dużą wsią, której mieszkańcy utrzymywali się z upraw zbóż.
Przyjęta 29 listopada 1947 roku Rezolucja Zgromadzenia Ogólnego ONZ nr 181 przyznała te tereny państwu żydowskiemu. Dzień po proklamacji niepodległości Izraela państwa arabskie rozpoczęły inwazję, rozpoczynając I wojnę izraelsko-arabską. Dolinę Bet Sze’an usiłowały zająć wojska irackie, które wdały się w bitwę o Geszer (15–17 maja 1948). Al-Ghazzawija znajdowała się we wschodniej części doliny, blisko rzeki Jordan. Obawiając się możliwości wykorzystania wsi przez siły arabskie, Izrael podjął decyzję o jej zniszczeniu. W dniu 20 maja 1948 roku żydowscy żołnierze (Brygada Golani) zajęli wieś al-Ghazzawija. Wszyscy jej mieszkańcy zostali wysiedleni (uciekli do Transjordanii), a następnie wyburzono ich domy.

## Miejsce obecnie
Na terenie Al-Ghazzawija utworzono stawy hodowlane ryb, natomiast pola uprawne przejęły sąsiednie kibuce Newe Etan i Ma’oz Chajjim. Palestyński historyk Walid Chalidi tak opisał pozostałości wioski al-Ghazzawija:

Brak fizycznych dowodów, że wieś kiedykolwiek istniała.